# The Breath of Scandal (film 1913)
The Breath of Scandal è un cortometraggio muto del 1913 diretto da Kenean Buel.

## Produzione
Il film fu prodotto dalla Kalem Company.

## Distribuzione
Distribuito dalla General Film Company, il film - un cortometraggio di una bobina - uscì nelle sale cinematografiche USA il 20 settembre 1913.